# Tuba Skinny
«Tuba Skinny» — традиционный джаз-бэнд, основанный в Новом Орлеане в 2009 году. Коллектив был вдохновлён ранним джазом и блюзом 1920-х и 1930-х годов. Группа выступала на улицах и сценах по всему миру, включая музыкальные фестивали в Мексике, Швеции, Австралии, Италии, Франции, Швейцарии и Испании. Состав этого коллектива играет на таких инструментах как, корнет, кларнет, саксофон, тромбон, гитара, туба, банджо и стиральная доска.
Offbeat Magazine наградил альбом Owl Call Blues как лучший альбом в жанре традиционного джаза 2014 года. Эта премия была основана в 1994 году и вручается только музыкантам из Луизианы.
Название группы появилось, когда Тодд Бёрдик, который играл на сузафоне, однажды шёл по улице, и кто-то сказал:«Hey! There goes that skinny tuba boy!»(рус. «Эй! Там идёт этот тощий мальчик с тубой!»). Именно с того момента участники группы решили назвать её «Tuba Skinny». Существует заблуждение, что коллектив был назван в честь игрока на тубе Энтони Лейсена, который был более известен как Tuba Fats. Он был одним из основателей Dirty Dozen Brass Band, одного из самых выдающихся духовых оркестров Нового Орлана. Он умер в 2004 году.

## Дискография
- Hot Town (2023)
- Magnolia Stroll (2022) – собрание оригинальных композиций участников группы
- Let's Get Happy Together (2021), совместно с Марией Малдор
- Mardi Gras EP (2021)
- Quarantine Album: Unreleased B-Sides (2020)
- Some Kind-a-Shake (2019)
- Nigel's Dream (2018)
- Tupelo Pine (2017)
- Blue Chime Stomp (2016)
- Owl Call Blues (2014)
- Pyramid Strut (2014)
- Rag Band (2012)
- Garbage Man (2011)
- Six Feet Down (2010)
- Tuba Skinny (2009)

Музыка коллектива «Tuba Skinny» также появляется во второй серии сериала «Леди-детектив мисс Фрайни Фишер».

## Участники
Хотя состав группы несколько изменился с момента их дебюта в 2009 году, по состоянию на 2018 год он включает в себя следующих музыкантов.
- Shaye Cohn – корнет, пианино, скрипка, аккордеон, банджо и ложки
- Craig Flory – кларнет, саксофон
- Barnabus Jones – тромбон, банджо, скрипка, гитара и вокал
- Todd Burdick – туба
- Gregory Sherman – вокал, гитара и гармоника
- Max Bien-Kahn –  банджо, гитара
- Jason Lawrence – банджо, гитара
- Robin Rapuzzi – стиральная доска, ударная установка
- Erika Lewis – вокал, барабан

Иногда в коллективе учувствуют:
- John Doyle – кларнет
- Ewan Bleach – кларнет

## Репертуар
В основном их репертуар состоит из малоизвестных композиций ранней джазовой эпохи, хотя и включает в себя оригинальный материал, который они сочинили. Их репертуар был задокументирован их почётным архивариусом и содержит более 450 композиций.  Он высоко оценил их выбор достойных мелодий и выделил следующие как заслуживающие особого внимания: New Orleans Bump, You Can Have My Husband, Jackson Stomp, Deep Henderson, Banjoreno, Treasures Untold, Russian Rag, Oriental Strut, Minor Drag, Michigander Blues, In Harlem's Araby, Me and My Chauffeur, A Jazz Battle, Droppin' Shucks, Fourth Street Mess Around и Carpet Alley Breakdown.
Исполнители, чьи композиции они предпочитают включать в свой репертуар: Jelly Roll Morton, Lucille Bogan, Victoria Spivey, Memphis Minnie, Jabbo Smith, Georgia White, Skip James, Merline Johnson, Ma Rainey, Hattie Hart, Blind Blake и Clara Smith. Группы, чьи композиции «Tuba Skinny» интерпретировали в своей манере: The Memphis Jug Band, The Dixieland Jug Blowers и The Mississippi Mud Steppers.

## Музыкальный стиль
Музыка коллектива была положительно оценена критиками за оригинальность и высокую технику исполнения. В одной из рецензий их выступления в 2014 году на Мельбурнском музыкальном фестивале было хорошо отражено качество их музыки.
«В своих исполнениях коллектив "Tuba Skinny" обращется к достоинствам традиционного джаза и блюза 20-х и 30-х годов. И, хотя очевидно, что группа дорожит чувством истории, вызванным этими винтажными мелодиями, естественная страсть игроков делает их музыку неотразимо живой. Вокал Эрики Льюис удивительно душевен, ее фразы часто тянулись позади ритма с протяжным, отрешённым произношением. В инструментальных номерах корнет Шей Кон подчёркивал мелодию, а также перекликался с тромбоном Барнабуса Джонса и быстрым кларнетом Джона Дойла. Игрок на стиральной доске Робин Рапуззи резвился в сторонке; смотреть на его ритмические открытия было также захватывающе, как и слушать - даже когда группа выступала вместе с танцорами свинга, которые начали танец, усеянный прорывными соло и акробатическими воздушными шагами, предлагающими физическое проявление радости, которую "Tuba Skinny", кажется, приносит с собой, куда бы они ни пошли.»
Оригинальный текст (англ.)Musically, Tuba Skinny mines a rich seam of traditional jazz and blues from the '20s and '30s. And, while it's evident the band treasures the sense of history evoked by these vintage tunes, the players' natural exuberance makes the music feel irresistibly alive. Erika Lewis' vocals have a wonderfully earthy quality, her phrases often pulling behind the beat with a languid, world-weary drawl. On the instrumental numbers, Cohn's cornet outlined the melody and also engaged in spirited three-way conversations with Barnabus Jones' trombone and Jon Doyle's agile clarinet. Washboard player Robin Rapuzzi frolicked on the sidelines, his rhythmic explorations as captivating to watch as they were to listen to – even when the band was temporarily upstaged by a troupe of swing dancers, who launched into an athletic routine peppered with break-out solos and acrobatic air steps, offering a physical manifestation of the joy Tuba Skinny seem to bring with them wherever they go.